# Disco Pogo
Disco Pogo ist ein Lied des deutschen Hip-Hop-Duos Die Atzen, bestehend aus Frauenarzt und Manny Marc. Die Musik des Stücks wurden von DummeJungs produziert. Ähnlich wie bei der Vorgängersingle Das geht ab!, verbinden die Musiker bei Disco Pogo Hip-Hop mit elektronischer Musik. Frauenarzt und Manny Marc tragen jeweils eine Strophe in Form eines Raps vor. Die Single wurde am 1. Januar 2010 über das Label Kontor Records veröffentlicht. Sie belegte in Österreich Platz vier und in Deutschland Rang zwei der Single-Charts. Bis März 2010 wurden 150.000 Einheiten in Deutschland verkauft, sodass Disco Pogo Goldstatus erreichen konnte.

## Vorgeschichte
Ursprünglich war im Internet und auf diversen Video-Plattformen eine frühere Version von Disco Pogo in Umlauf, welche nicht von Frauenarzt und Manny Marc stammte, allerdings im Stil der Atzen produziert worden war. Aufgrund einer fehlerhaften Anmoderation eines Internet-Radiosenders wurde Disco Pogo bereits als Nachfolgesingle zu Das geht ab! gehandelt, wobei die spätere Single von den Atzen noch nicht existent war. Frauenarzt und Manny Marc wurden während zahlreicher Konzerte immer wieder auf Disco Pogo angesprochen, was sie verwunderte, da sie keine Single unter dem Titel produziert hatten. Daraufhin wurde der Titel, der Einleitungssatz Was ist los? Es ist Party angesagt!, einige Textteile sowie Strukturen der ursprünglichen Version übernommen und neu aufgenommen. Wie sich später herausstellte stammte der ursprüngliche Titel Disco Pogo (Wir dreh´n ab!) von Ricky Rich (Ricky Bernasconi) feat. Disco Pogo Crew (Seaside Clubbers). Die Seaside Clubbers wurden darum ebenfalls als Songwriter der Atzen Version eingetragen.

## Geschichte
Anfang Dezember 2009 wurde Disco Pogo zunächst als sogenannter „Freetrack“ kostenlos im Internet zur Verfügung gestellt. Mitarbeiter des Labels Kontor Records, bei dem Frauenarzt und Manny Marc unter Vertrag stehen, hörten die Free-Version der Atzen und schlugen Disco Pogo trotz der Verbreitung im Internet als neue Single vor. Wenige Tage später fiel die Entscheidung, dass das Lied regulär veröffentlicht werden soll und drei Wochen danach folgte der Dreh eines Videos zum Stück, das schließlich Ende Dezember erschien. Im Video sind Frauenarzt, Manny Marc und weitere Musiker von „Atzenmusik“ bei Konzert-Auftritten zu sehen. Neben einer Standard-Version existiert auch eine „Extended Version“ des Videos.
Die Single erschien am 1. Januar 2010 über Kontor Records. Disco Pogo wurde auch in der Original-Version und einem House Rockerz Mix auf dem Sampler Atzen Musik Vol. 2 von Frauenarzt und Manny Marc, welcher am 26. Februar 2010 erschien, veröffentlicht. Zudem ist das Lied auf der Bravo Hits 68 vertreten. Anfang März entstand im Rahmen der Reihe „Halt die Fresse“ ein Video für die Plattform Aggro.TV. Dafür wurde eine Version des Stücks Disco Pogo verwendet, in dem neben den Strophen von Frauenarzt und Manny Marc weitere Strophen von Smoky, Jope und Major McFly zu hören sind. Auch Sady K und DummeJungs spielen im Video mit. Am 5. März präsentierten Frauenarzt und Manny Marc Disco Pogo und die nachfolgende Single Atzin bei The Dome 53 in Berlin.
Eine englischsprachige Version des Liedes mit Beteiligung von Jimmy Pop erschien als Bonus-Track auf dem Album Show Us Your Hits der Bloodhound Gang, das im Dezember 2010 veröffentlicht wurde.

## Titelliste
Die Single zu Disco Pogo wurde als Maxi-Version und als 2-Track-Single veröffentlicht.
2-Track-Single-CD
1. Disco Pogo (Atzen Music Mix) – 3:25
2. Disco Pogo (Extended Mix) – 5:15

Maxi-Single
1. Disco Pogo (Atzen Musik Mix) – 3:25
2. Disco Pogo (Rocco & Bass-T Edit) – 3:47
3. Disco Pogo (Extended Mix)  – 5:17
4. Disco Pogo (House Rockerz Remix) – 5:40
5. Disco Pogo (Rocco & Bass-T Remix) – 5:06
6. Disco Pogo (Evil Hectorr Likes To Pogo RMX) – 4:11

## Rezeption

### Bewertung anderer Künstler
Sneezy, Mitglied der Gruppe Hammer & Zirkel, äußerte sich in einem Interview zu Disco Pogo: „Dieses ganze Atzen-Ding finde ich einfach nur geil. Man gönnt es Frauenarzt ja sowieso, weil er jahrelang gehustlet und gestrugglet hat und jetzt die Lorbeeren erntet. Aber das ist einfach auch geil. Gehirn ausschalten und Party machen.“ G-Fu, ebenfalls Mitglied der Hip-Hop-Gruppe, erklärte, dass es sich bei Disco Pogo um einfach gestrickte Musik handele, die aber etwa durch den Spannungsaufbau vor der Hookline profitiere.

### Kritik
In einer Auflistung des Hip-Hop-Magazins Juice zu den zehn wichtigsten Veröffentlichungen von Frauenarzt wurde Disco Pogo aufgegriffen. Das Lied setze die „Erfolgsgeschichte von Das geht ab! nahtlos fort“, obwohl es „deutlich härter und weniger eingängig als die Mitgröhlhymne“ des vorherigen Sommers sei.

## Kommerzieller Erfolg

### Chartplatzierungen
Die Single zu Disco Pogo stieg in der dritten Kalenderwoche 2010 auf Platz 12 der deutschen Charts ein. In den folgenden Wochen belegte das Lied Positionen unter den Top-10 und erreichte in der siebten Woche mit Rang zwei seine bisher höchste Platzierung. Bisher war Disco Pogo 36 Wochen in den deutschen Single-Charts vertreten.
In der Schweiz stieg die Single am 31. Januar 2010 auf Position 66 ein. Die höchste Position konnte das Stück in der achten Woche mit Platz 22 erreichen. Insgesamt war Disco Pogo bisher 32 Wochen unter den 100 meistverkauften Singles in der Schweiz.
Auch in Österreich war das Lied erfolgreich in den Charts vertreten. Am 15. Januar 2010 stieg die Single zunächst auf Rang 32 ein und stieg in der nachfolgenden Woche auf Platz zehn. Mit Platz vier erreichte die Single ihre höchste Position. Diese belegte sie vier Wochen in Folge. Seit 36 Wochen ist Disco Pogo in den österreichischen Charts vertreten.
| ChartsChartplatzierungen | Höchstplatzierung | Wochen |
| ------------------------ | ----------------- | ------ |
| Deutschland (GfK)        | 2 (47 Wo.)        | 47     |
| Österreich (Ö3)          | 3 (36 Wo.)        | 36     |
| Schweiz (IFPI)           | 20 (35 Wo.)       | 35     |

| ChartsJahrescharts (2010) | Platzierung |
| ------------------------- | ----------- |
| Deutschland (GfK)         | 25          |
| Österreich (Ö3)           | 20          |
| Schweiz (IFPI)            | 62          |

### Auszeichnungen für Musikverkäufe
Durch 150.000 verkaufte Tonträger erreichte die Single im März 2010 Goldstatus. Die Verleihung der Goldenen Schallplatten für Disco Pogo und Das geht ab! wurde am 26. April 2010 in der Berliner Bar Rocky Ragazzo gefeiert. Im Jahr 2016 erhielt Disco Pogo für über 300.000 Verkäufe in Deutschland eine Platin-Schallplatte.
| Land/Region        | Auszeichnungen für Musikverkäufe (Land/Region, Auszeichnung, Verkäufe) | Verkäufe |
| ------------------ | ---------------------------------------------------------------------- | -------- |
| Deutschland (BVMI) | Platin                                                                 | 300.000  |
| Insgesamt          | 1× Platin ·                                                            | 300.000  |